# 蒂阿瑙湖
45°12′S 167°48′E / 45.200°S 167.800°E

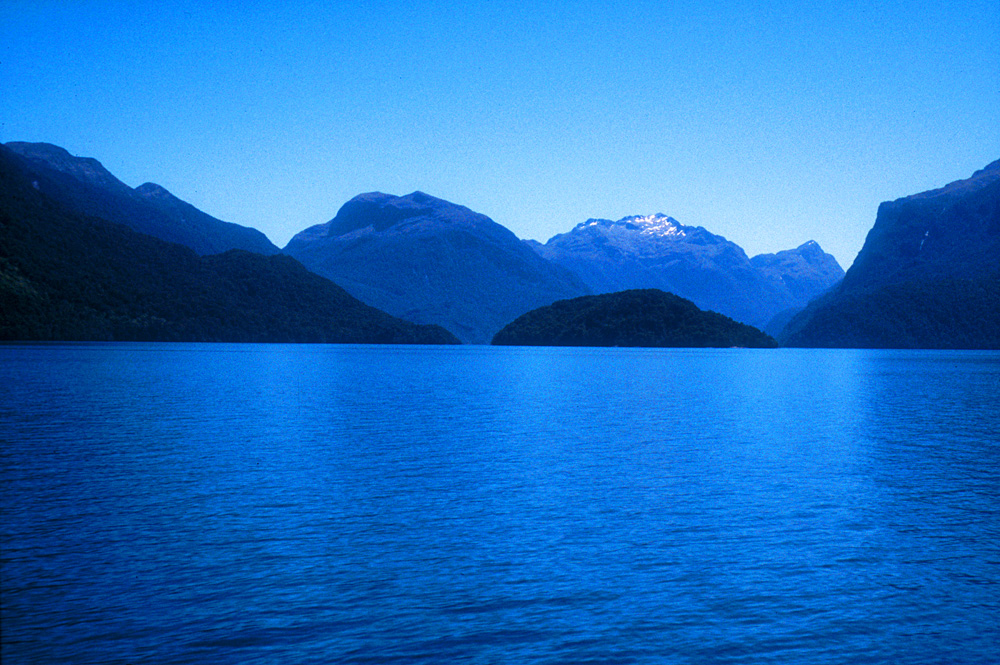

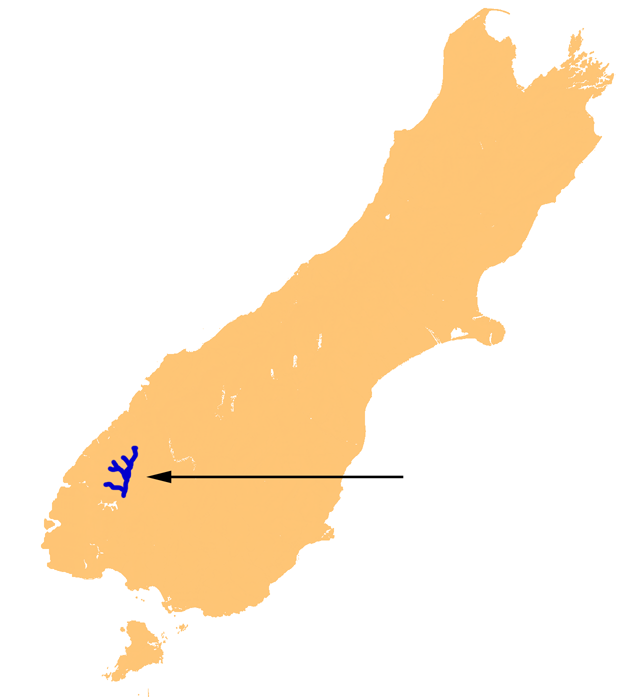

蒂阿瑙湖是新西蘭的湖泊，位於南島西南部峽灣國家公園，長55公里，面積344平方公里，是該國第二大湖泊，僅次於陶波湖，海拔高度210米，最大水深417米。